# Magnaghi (vulcano)
Il Magnaghi è un vulcano sottomarino italiano localizzato nel Mar Tirreno occidentale, 70 km a ovest del vulcano Vavilov. Oggi sono ritenuti entrambi inattivi. Il nome fa riferimento a Giovan Battista Magnaghi (1839-1902). Si tratta di un grande vulcano di forma ellittica esteso per 30 chilometri, con un'età stimata in 2,7-3,1 milioni di anni.